# Lucjan Sikorski
Lucjan Teodor Sikorski (ur. 1 kwietnia 1886 w Poznaniu, zm. 1960 w Sopocie) – polski architekt okresu modernizmu.

## Życiorys
Ukończył gimnazjum we Wrocławiu, w czasach szkolnych należał do Towarzystwa Tomasza Zana.
W 1911 ukończył architekturę na Politechnice w Berlinie. Brał udział w powstaniu wielkopolskim a następnie w wojnie polsko-bolszewickiej. W 1919 roku w stopniu kapitana dowodził 69 pułkiem piechoty. W 1921 roku pracował w służbie wywiadu, jako zastępca szefa Oddziału II Sztabu Generalnego. Zwolniony z wojska w stopniu podpułkownika w roku 1922.
W połowie lat dwudziestych XX wieku przeniósł się do Katowic, gdzie w 1925 roku objął funkcję radcy budowlanego w katowickim magistracie. Jako architekt miejski miał znaczne zasługi dla rozwoju miasta. Zainicjował przebudowę Rynku, ulicy Warszawskiej (wówczas Piłsudskiego). Przyczynił się do wzniesienia budynków lotniska oraz radiostacji na Brynowie. Jako zagorzały łyżwiarz miał znaczny udział w decyzji o budowie w Katowicach Torkatu.
W 1928 roku wystosował do władz wojewódzkich memoriał, wyrażający wątpliwości, co do walorów zatwierdzonej i już realizowanej katedry w Katowicach.
W październiku 1936 roku został oskarżony o przyjęcie korzyści majątkowej. Wraz ze Stanisławem Beszczyńskim oraz Antonim Balcerem – dyrektorem generalnym Syndykatu Polskich Hut Żelaznych stanęli przed sądem, który w pierwszej instancji uniewinnił oskarżonych z postawionych zarzutów, z braku dowodów. Mimo uniewinnienia Sikorski do magistratu już nie powrócił i prowadził własną praktykę architektoniczną. Prokurator odwołał się do sądu apelacyjnego, który w marcu 1938 uznał jednak winę oskarżonych. Wybuch wojny spowodował, że odwołanie przed Sądem Najwyższym nie zostało rozpatrzone.
Był członkiem Związku Strzeleckiego, Związku Oficerów Rezerwy, Polskiego Stowarzyszenia Inżynierów i Techników Województwa Śląskiego oraz SARP.

## Realizacje
Współautorstwo wielu realizacji, których dokumentacja była podpisana przez Sikorskiego nie jest pewne, jako naczelnik w Urzędzie Miejskim, podpisywał również projekty, których nie był bezpośredni autorem.
- Azyl dla bezdomnych w Katowicach, z Władysławem Schwarzenberg-Czernym (1927)[10]
- Budynek administracyjny lotniska w Katowicach-Muchowcu z Tadeuszem Michejdą (1927)[11]
- Budynek Urzędu Miejskiego przy ulicy Młyńskiej z charakterystyczną krzywizną fasady[12], wraz z Leonem Dietz d’Armą i Tadeuszem Łobosem[13] (1929)
- Gmach Syndykatu Polskich Hut Żelaznych przy ul. Józefa Lompy w Katowicach[14] z Tadeuszem Michejdą (1930)[11]
- Zakład kąpielowy i hala gimnastyczna w Katowicach, z Tadeuszem Łobosem (1930)[15]
- Hala targowa w Katowicach, z Janem Zarzyckim
- Dom Ludowy w Zawodziu, z Janem Zarzyckim
- Miejski Dom Ludowy w Królewskiej Hucie, wraz ze Stanisławem Michejdą (1934)[16]
- Willa dr. Bolesława Mroczkowskiego, Katowice ul. Mazowiecka (1937)
- Gmach Urzędów Niezespolonych w Katowicach, pl. Sejmu Śląskiego 1, z Witoldem Kłębkowskim (1937)[13]